# Marusya Klimova
 Marusya Klimova  (ruso: Маруся Климова; seudónimo literario de Tatiana Nikoláevna Kondratovich, Leningrado, el 14 de enero de 1961) es escritora rusa y traductora.
Marusya Klimova es una de las representantes más brillantes del movimiento contracultural en la literatura rusa moderna. En la obra de Maroussia Klimova se combinan de forma sorprendente la ironía postmoderna, la inmoralidad, la misantropía y el apego a un culto a la belleza y al genio en el marco de la decadencia en la época del Art Nouveau. En su juventud estuvo vinculada a los movimientos clandestinos culturales de Leningrado. A principios de los ’90 vivió en París. Ha traducido al ruso las obras de Louis-Ferdinand Céline, Jean Genet, Pierre Guyotat, Georges Bataille, Monique Wittig, Pierre Louys etc.,también tradujo del francés al ruso el libro de Frederic Strauss “Conversations avec Pedro Almodovar”.
En las novelas autobiográficas «La sangre Azul» (1991), «La Casita en Bois-Colombes» (1998), «Rubios bestias» (2001) retrata el panorama de la vida en Europa de los años 80 y 90. En estas obras la escritora rusa retrata a los nuevos dandis rusos y a los travestis que con la ligereza que cambian sus máscaras y vestidos. Se trata de un análisis del ambiente ligero y carnavalesco de aquellos años, tan marcados por los cambios en los códigos de identidad social.
En «Mi historia de la literatura rusa» (2004) mezcla el ensayo y la novela de las ideas. El destino y las obras de escritores rusos se integra en la propia biografía personal de la autora. En el libro abundan los juicios de valor de carácter exagerado y paradójico. Todo ello provocó un ambiente de indignación y escándalo entre el mundo literario ruso contemporáneo, hasta el punto de considerarse una de las obras más polémicas de la última década.
Las obras de Marusya Klimova han sido traducidas al francés, al alemán, el inglés, al estonio, al serbio y al italiano.
En 2006 fue nombrada Caballero de las Artes y de las Letras (Chevalier des Arts et des Lettres) en Francia.

## Obras
- «Голубая кровь»(1996) - (La sangre azul)
- «Домик в Буа-Коломб»(1998) - (La casita en Bois-Colombes)
- «Морские рассказы»(1999)- (Los relatos de mar)
- «Белокурые бестии»(2001)- (Rubios bestias)
- «Селин в России»(2000) - (Celine en Rusia)
- «Моя история русской литературы»(2004) - (Mi historia de la literatura rusa)
- «Парижские встречи»(2004) - (Los encuentros parisienses)
- «Моя теория литературы»(2009) - (Mi teoría de la literatura)
- «Портрет художницы в юности»(2012) - El retrato de la pintora en la juventud
- «Безумная мгла»(2013) - (La bruma loca)
- «Профиль Гельдерлина на ноге английского поэта»(2016) - (Perfil de Hölderlin en el tobillo de un poeta inglés)
- «Холод и отчуждение» (2019) - (Frío y alienación)